# Бриджъртън
„Бриджъртън“ (на английски: Bridgerton) е американски романтичен и исторически телевизионен сериал, базиран на поредица от романи на Джулия Куин. Продуциран от компанията на Шонда Раймс Shondaland за Нетфликс. Действието се върти около едноименното семейство Бриджъртън и се развива в конкурентния свят на социалния сезон в Лондон от епохата на Регентството.
Първият сезон дебютира по Нетфликс на 25 декември 2020 г. при предимно положителни отзиви. Отчита 625,49 милиона гледани часа, което го прави най-гледаният англоезичен сериал в Нетфликс по време на премиерата си, преди да бъде изпреварен от втория си сезон.
Премиерата на втория сезон на „Бриджъртън“ e на 25 март 2022 г. при предимно положителни отзиви. Дебютира като номер едно в 92 страни на платформата. Става най-гледаният до момента англоезичен телевизионен сериал на Нетфликс с 656,16 милиона часа през първите 28 дни от премиерата. „Бриджъртън“ e и най-гледаното телевизионно шоу в Съединените щати за три седмици според Nielsen Media Research.
До април 2021 г. сериалът е подновен за трети и четвърти сезон. 

## Актьорски състав и герои

### Основен
- Аджоа Андо като лейди Данбъри, остроумната и проницателна първа дама на лондонското общество;
- Лорейн Ашбърн като г-жа Варли, икономката на семейство Федърингтън;
- Джонатан Бейли като Антъни, 9-ти виконт Бриджъртън, най-големият син и глава на семейство Бриджъртън;
- Руби Баркър като Марина, лейди Крейн (род. Томпсън) (сезон 1; гост в сезон 2), братовчедка на семейство Федърингтън от дребно благородническо семейство;
- Сабрина Бартлет като Сиена Росо (сезон 1), оперна певица и бивша любовница на Антъни Бриджъртън;
- Хариет Кейн като Филипа Финч (род. Федърингтън), средната дъщеря на семейство Федърингтън;
- Беси Картър като Прудънс Федърингтън, най-голямата дъщеря на семейство Федърингтън;
- Никола Кофлан като Пенелъпи Федърингтън, най-малката дъщеря на семейство Федърингтън и близка приятелка на Елоиз Бриджъртън;
- Фийби Динивър като Дафни Басет, херцогиня на Хейстингс (род. Бриджъртън), четвъртото дете на семейство Бриджъртън и най-голямата дъщеря;
- Рут Гемел като Вайълет, вдовстваща виконтеса Бриджъртън, майка на децата на семейство Бриджъртън;
- Флорънс Хънт като Хиацинт Бриджъртън, осмото и най-малко дете на семейство Бриджъртън;
- Клаудия Джеси като Елоиз Бриджъртън, петото дете и втората дъщеря на Бриджъртън;
- Бен Милър като Арчибалд, барон Федърингтън (сезон 1), патриархът на семейство Федърингтън;
- Люк Нютън като Колин Бриджъртън, третият син на семейство Бриджъртън;
- Реже-Жан Пейдж като Саймън Басет, херцог на Хейстингс (сезон 1),[8] един от най-желаните ергени в Лондон;
- Голда Рошувел като кралица Шарлот;
- Руби Стоукс (второстепенна роля в сезон 1 – 2) и Хана Дод (сезон 3) като Франческа Бриджъртън, шестото дете и третата дъщеря на семейство Бриджъртън;
- Люк Томпсън като Бенедикт Бриджъртън, художник и втори син на семейство Бриджъртън;
- Уил Тилстън като Грегъри Бриджъртън, седмото дете и най-малкият син на семейство Бриджъртън;
- Поли Уокър като Порша, вдовстващата баронеса Федърингтън, матриархът на семейство Федърингтън;
- Джули Андрюс като гласа на лейди Уисълдаун, автор на скандален обществен бюлетин;
- Симон Ашли като Кейт, виконтеса Бриджъртън (род. Шарма) (сезон 2), неомъжена жена, наскоро пристигнала от Индия;
- Чаритра Чандран като Едуина Шарма (сезон 2), дебютантка и сестра на Кейт;
- Шели Кон като лейди Мери Шарма (род. Шефилд) (сезон 2), мащехата на Кейт и майката на Едуина;
- Рупърт Йънг като Джак, барон Федърингтън (сезон 2), новият глава на семейство Федърингтън;
- Мартинс Имхангбе като Уил Мондрич (сезон 2; повтарящ се сезон 1), пенсиониран боксьор и довереник на херцога на Хейстингс; Собственик на клуб за джентълмени;
- Кълъм Линч като Тео Шарп (сезон 2), чирак в печатницата, където лейди Уисълдаун публикува произведенията си, който се сприятелява с Елоиз.

### Второстепенен
- Моли Макглин като Роуз Нолан, вярната прислужница и довереник на Дафни;
- Джоана Бобин като лейди Каупър, майката на Кресида;
- Джесика Мадсън като Кресида Каупър, клюкарка и дебютантка едновременно с Дафни;
- Джейсън Барнет като Джефрис, икономът на семейство Басет;
- Хю Сакс като Бримсли, секретар на кралицата и клюкар;
- Джералдин Александър като г-жа Уилсън, икономката на семейство Бриджъртън;
- Катрин Драйсдейл като Женевиев Делакроа, модистка от висшето общество и шивачка;
- Саймън Лудърс като Хумболт, един от лакеите на семейство Бриджъртън;
- Джулиан Овендън като сър Хенри Гранвил, художник, който се сприятелява с Бенедикт;
- Оли Хигинсън като Джон, лакей в домакинството на Бриджъртън, който често работи за Елоиз.

### Гост-участия
- Джейми Биймиш като Найджъл, барон Бърбрук, ухажор на Дафни;
- Каролайн Куентин като лейди Бърбрук, майката на Найджъл;
- Фреди Строма като принц Фредерик от Прусия, внук на кралицата и ухажор на Дафни;
- Ейми Бет Хейс като лейди Троубридж, хедонистичната вдовица на граф;
- Джеймс Флийт като крал Джордж III;
- Селин Бъкенс като Кити Лангам, съпруга на генерал;
- Крис Фултън като сър Филип Крейн, баронет и съпруг на Марина;
- Дафни Ди Чинто като Сара, херцогиня на Хейстингс, майка на Саймън;
- Ричард Пепъл като херцога на Хейстингс, бащата на Саймън;
- Пипа Хейууд като г-жа Колсън, икономка в селското имение на семейство Хейстингс;
- Ема Наоми като Алис Мондрич, съпругата на Уил Мондрич;
- Антъни Хед като лорд Шефилд, бащата на лейди Мери и дядото на Едуина;
- Шобу Капур като лейди Шефилд, майката на лейди Мери и бабата на Едуина;
- Рупърт Еванс като Едмънд, 8-ми виконт Бриджъртън, баща на децата на Бриджъртън.

## Външни връзки
- „Бриджъртън“ в  Internet Movie Database

|  | Тази страница частично или изцяло представлява превод на страницата Bridgerton в Уикипедия на английски. Оригиналният текст, както и този превод, са защитени от Лиценза „Криейтив Комънс – Признание – Споделяне на споделеното“, а за съдържание, създадено преди юни 2009 година – от Лиценза за свободна документация на ГНУ. Прегледайте историята на редакциите на оригиналната страница, както и на преводната страница, за да видите списъка на съавторите. ВАЖНО: Този шаблон се отнася единствено до авторските права върху съдържанието на статията. Добавянето му не отменя изискването да се посочват конкретни източници на твърденията, които да бъдат благонадеждни. |